# Kevin Morrison
Pour les articles homonymes, voir Morrison.
Kevin Morrison (né le 28 octobre 1949 à Sydney en Nouvelle-Écosse) est un joueur professionnel de hockey sur glace qui joua dans la Ligue nationale de hockey pour les Rockies du Colorado et dans l'association mondiale de hockey pour les Golden Blades de New York/Knights du New Jersey, les Mariners de San Diego, les Racers d'Indianapolis et les Nordiques de Québec.

## Biographie
Il fut repêché par les Rangers de New York au 3e tour du repêchage amateur de la LNH 1969, 35e au total. Il ne porta cependant jamais les couleurs des Rangers, se joignant plutôt a leurs éphémères rivaux, les Golden Blades de New York. Il suivit la franchise dans ses déménagements successifs au New Jersey et à San Diego, avant de se joindre aux Racers en 1977, puis aux Nordiques au cours de la saison suivante. Il joue sa première et dernière saison dans la LNH avec les Rockies en 1979-1980.